# Anse
Anse is een gemeente in het Franse departement Rhône (regio Auvergne-Rhône-Alpes). De plaats maakt deel uit van het arrondissement Villefranche-sur-Saône. In de gemeente ligt spoorwegstation Anse. Anse telde op 1 januari 2022 8.139 inwoners.

## Bezienswaardigheden
- Castellum romain, overblijfselen van de Romeinse stadsmuur
- Château des Tours (13e eeuw)
- Château La Fontaine
- Château de Messimieux
- Kapel Saint-Cyprien
- Kerk Saint-Pierre (1860)

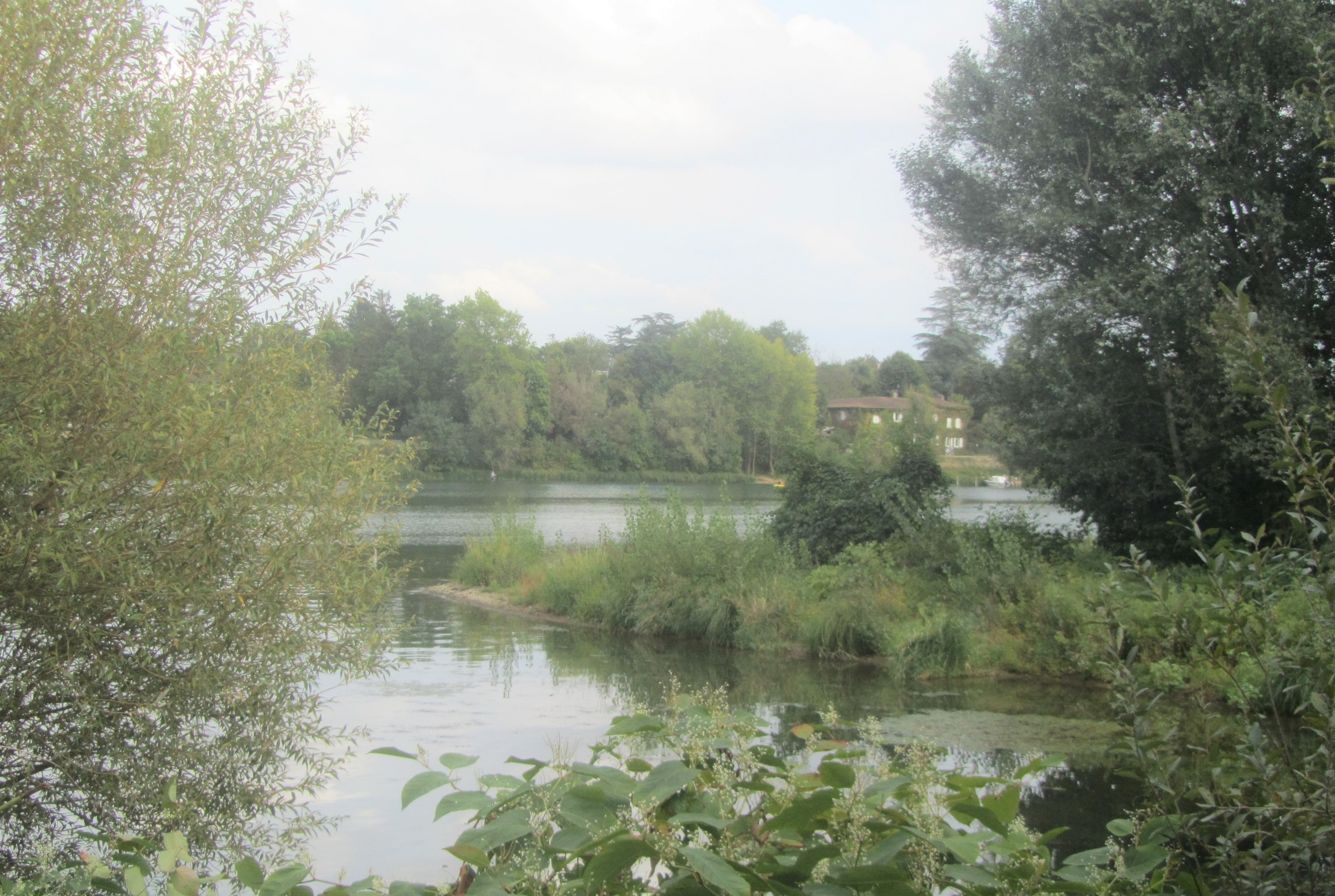
Samenvloeiing van de Azergues en de Saône
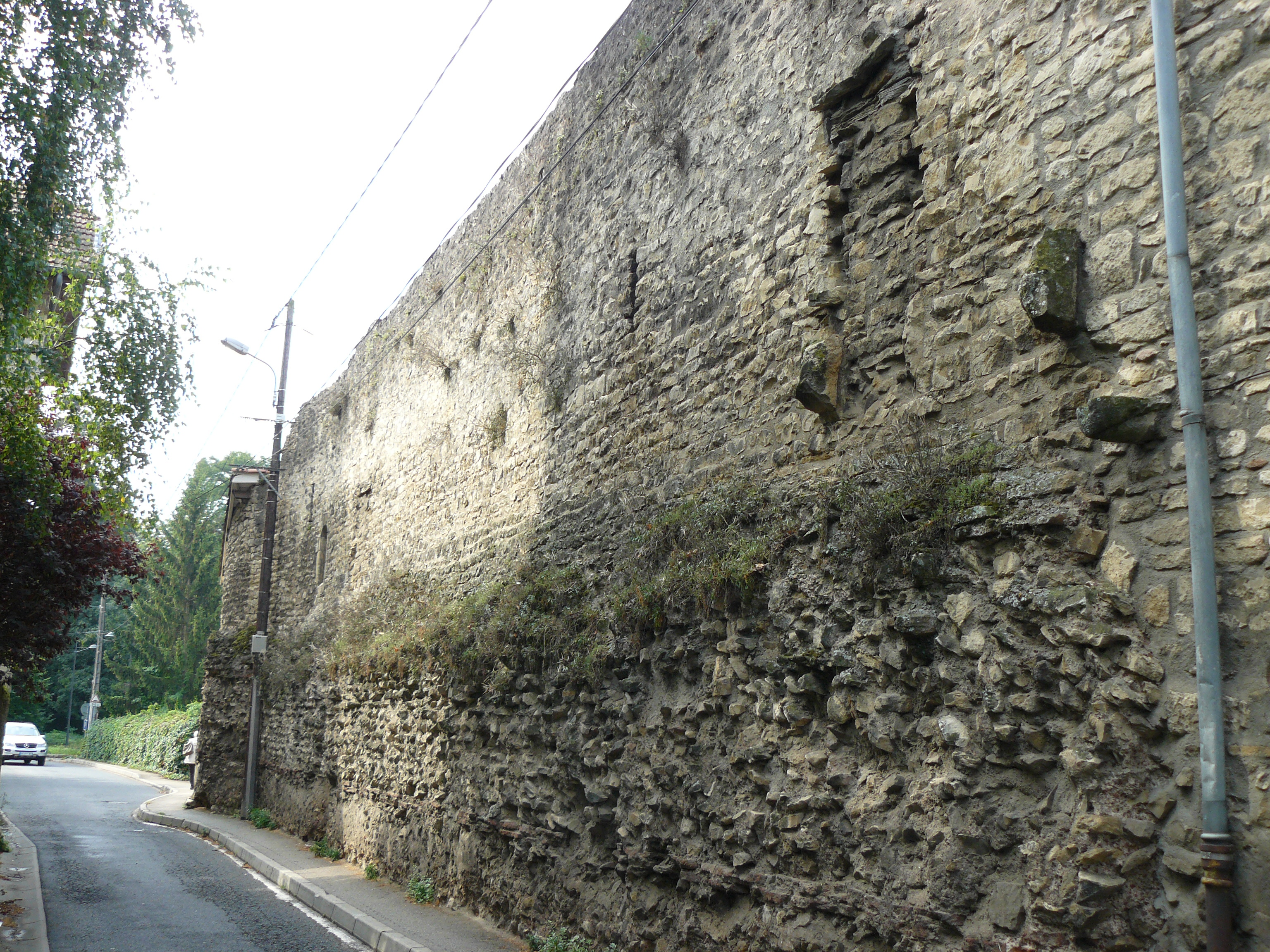
Romeinse stadsmuur
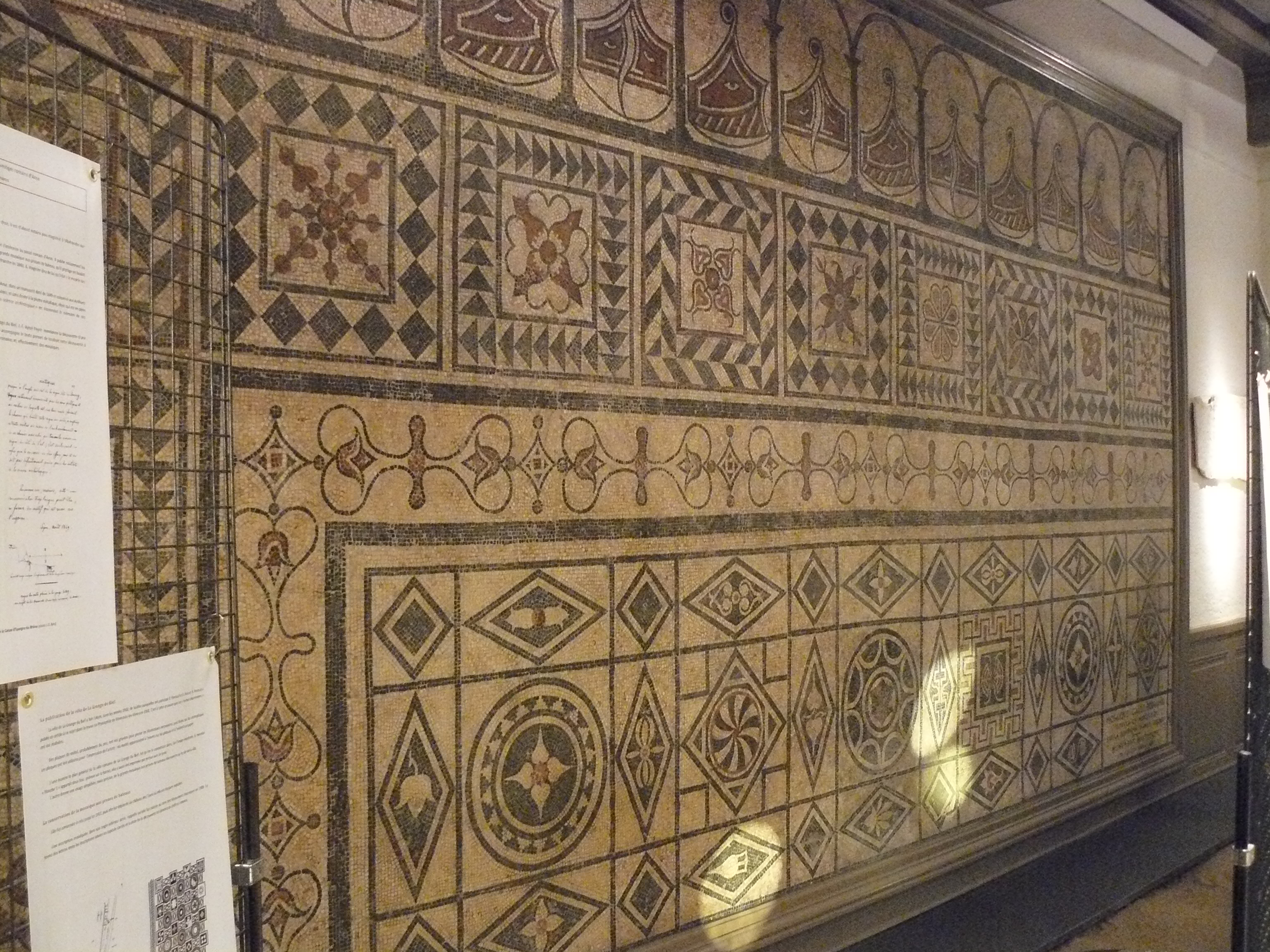
Gallo-Romeinse mozaïek uit een villa in Anse
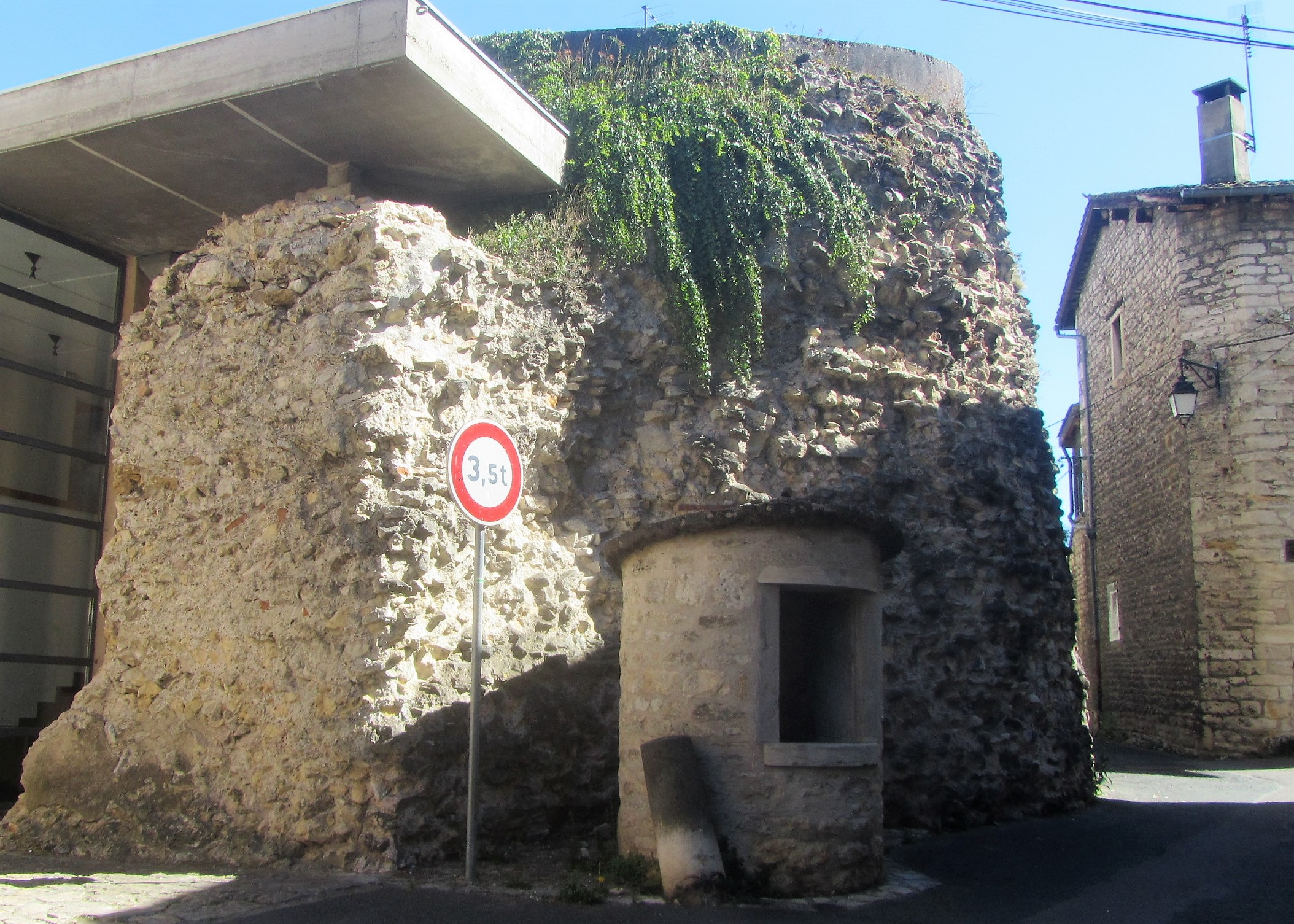
Middeleeuwse stadsmuur
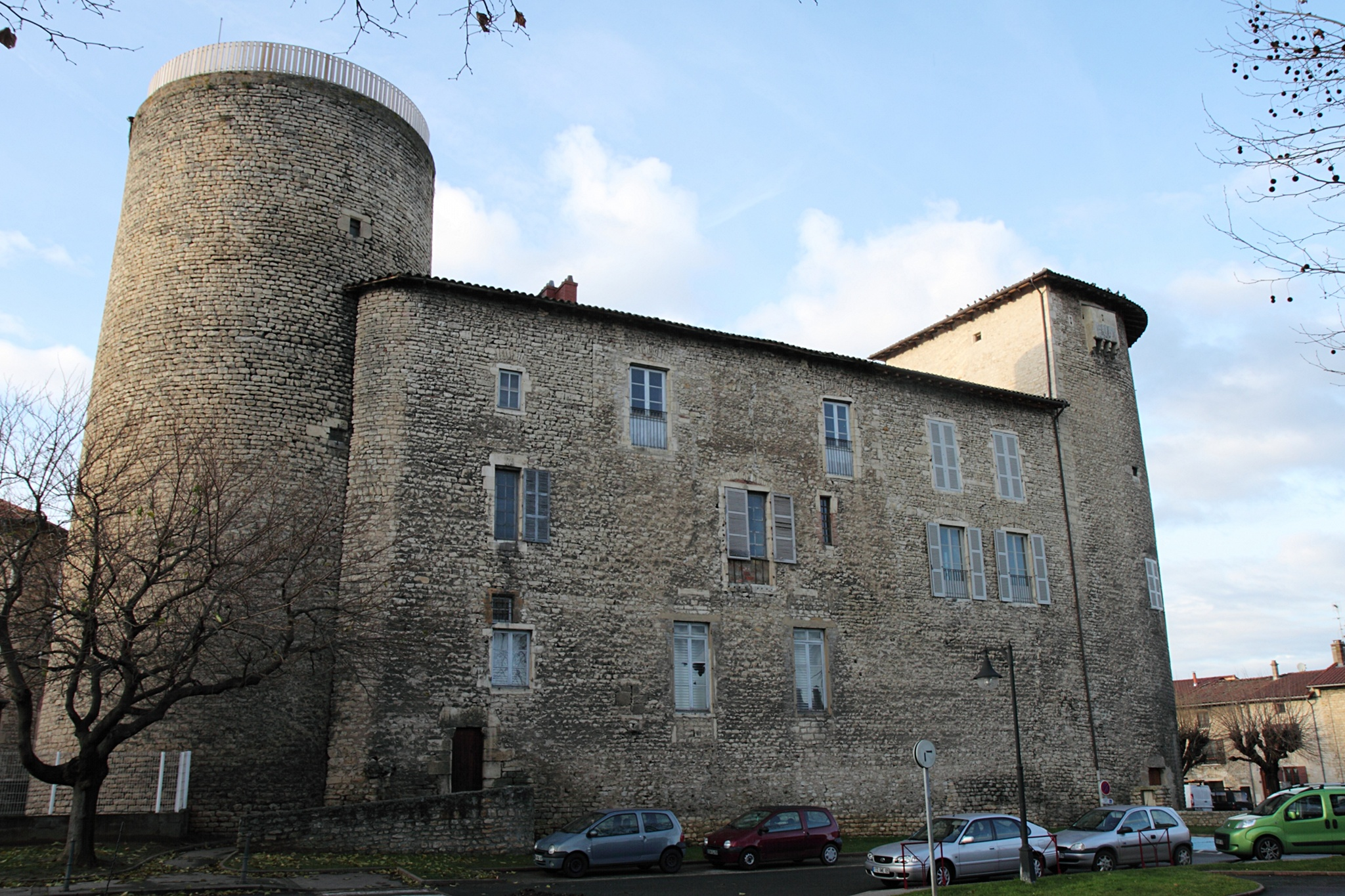
Château des Tours
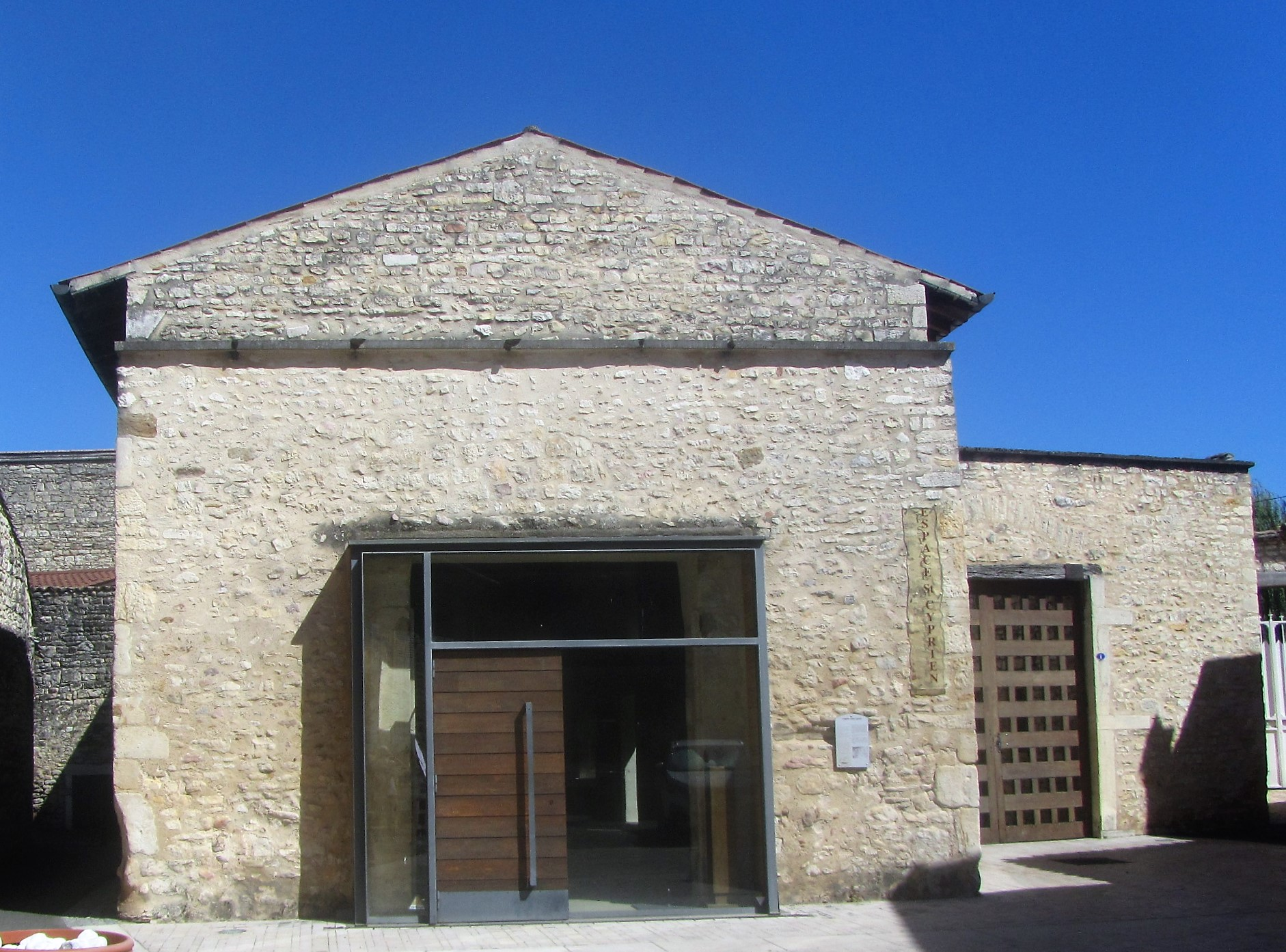
Kapel Saint-Cyprien
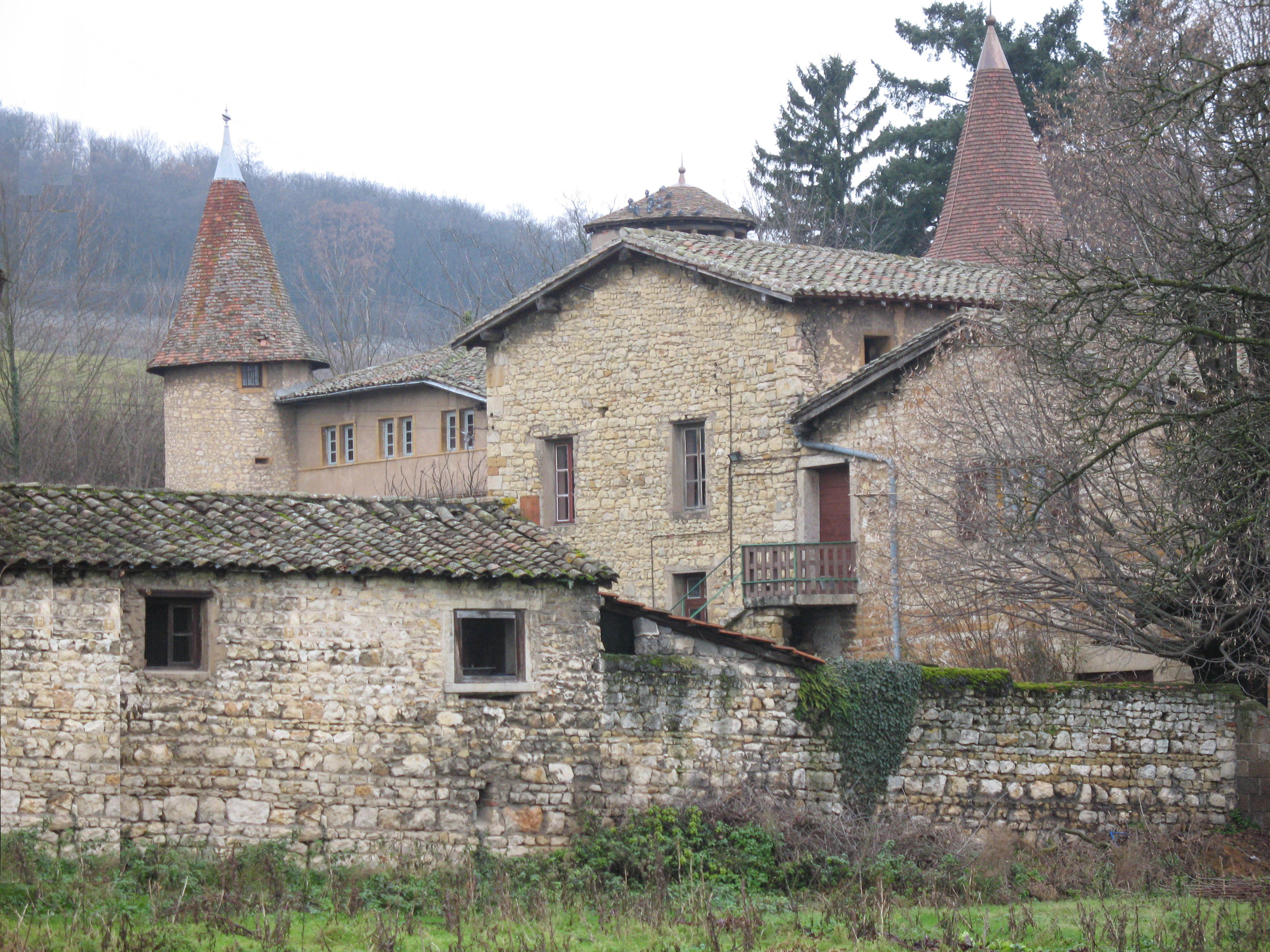
Château La Fontaine

## Geschiedenis
Asa Paulini was een halteplaats op de Romeinse weg tussen Lugdunum (Lyon) en Matisco (Mâcon). Aan het einde van de 3e eeuw kreeg deze plaats een muur om haar te beschermen tegen invallers.
In de middeleeuwen viel Anse onder het graafschap Lyon en de aartsbisschop van Lyon liet er de kerk Saint-Romain bouwen. Aartsbisschop Renaud II van Forez liet in 1213 een kasteel bouwen in Anse (Château des Tours) als verdediging van het graafschap Lyon tegen de heren van Beaujeu. Anse kreeg ook een stadsmuur. In 1340 kreeg Anse stadsrechten en privileges. Daarentegen waren de inwoners wel verplicht tegen betaling gebruik te maken van de grote banoven van de stad. In november 1364 werd Anse bezet door de roversbende van Seguin de Badefol. Hij verliet de stad pas in september 1365 na betaling van een hoog losgeld.
In de 17e eeuw werden twee hospitalen gesticht in Anse: het Hôtel Dieu en het Hôpital Saint-Antoine. Na de Franse Revolutie namen het gemeentebestuur en het vredegerecht hun intrek in het Château des Tours.
In november 1840 werd de gemeente getroffen door een zware overstroming van de Saône. Drie kwart van de gemeente stond onder water en de wegverbinding met Lyon bleef gedurende 16 dagen onderbroken. Op 28 augustus 1944 werd de stad getroffen door een geallieerd luchtbombardement waarbij meer dan 50% van de gebouwen werd vernield of beschadigd. 22 inwoners verloren het leven.

## Geografie
De oppervlakte van Anse bedroeg op 1 januari 2022 15,23 vierkante kilometer; de bevolkingsdichtheid was toen 534,4 inwoners per km². De gemeente ligt aan een bocht van de Saône. De Azergues stroomt door de gemeente en mondt er uit in de Saône. De autosnelweg A6 loopt door de gemeente.
De onderstaande kaart toont de ligging van Anse met de belangrijkste infrastructuur en aangrenzende gemeenten.

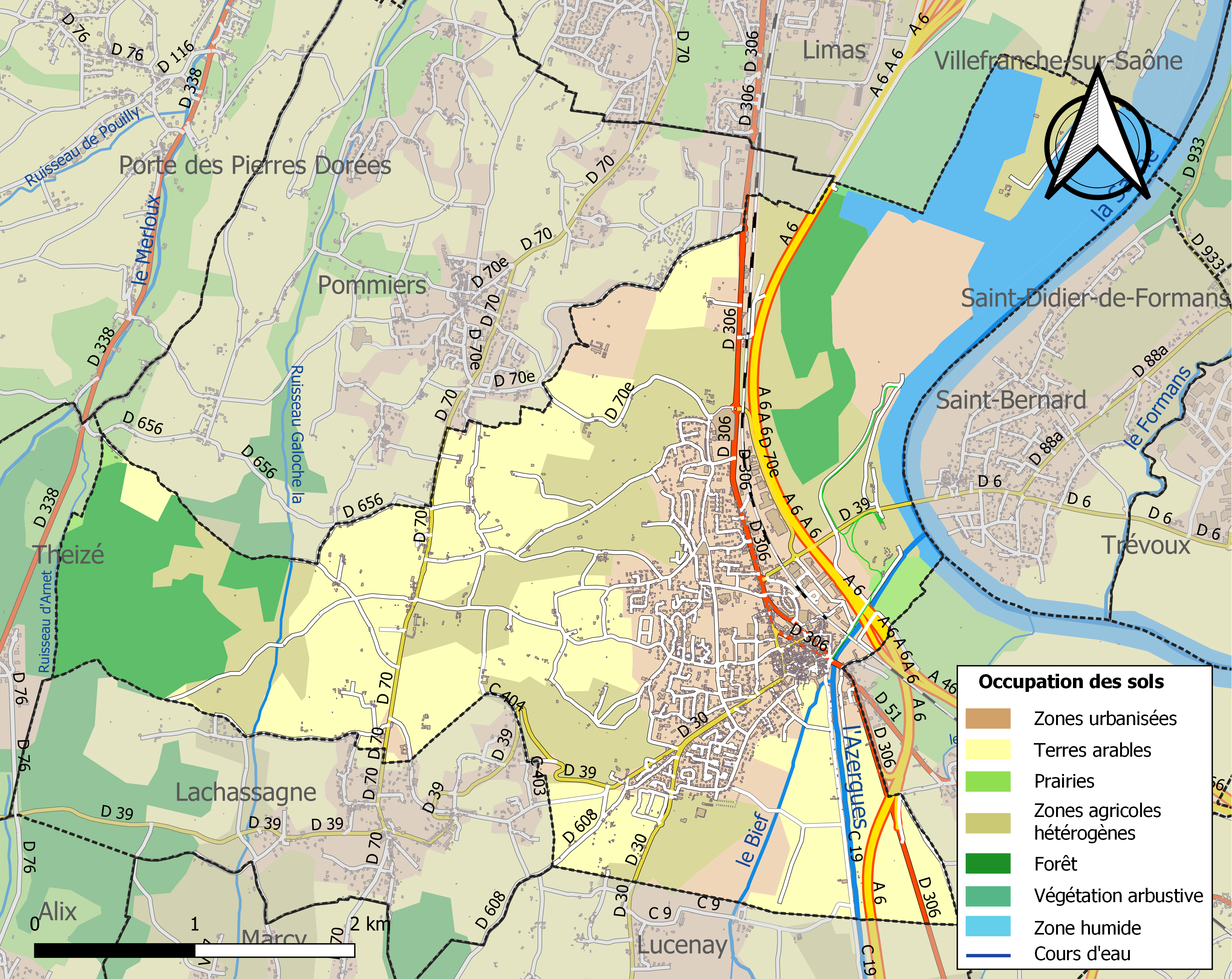

## Demografie
Onderstaande figuur toont het verloop van het inwonertal (bron: INSEE-tellingen).